# Johannah Newmarch
Johannah Newmarch (* 10. Oktober 1971 in Kanada) ist eine kanadische Schauspielerin.

## Leben
Newmarch debütierte 1988 als Teenagerin als Filmschauspielerin in einer Nebenrolle im Fernsehfilm Das Grab am See. In den nächsten Jahren folgten weitere Nebenrollen in Filmen und Episodenrollen in verschiedenen Fernsehserien. 2009 erhielt sie die Rolle der Vicki im Spielfilm Mrs. Miracle – Ein zauberhaftes Kindermädchen. 2014 folgte die Rolle der Krystal Crooge im Katastrophenfernsehfilm Eissturm aus dem All. Seit 2014 verkörpert sie die Rolle der Molly Sullivan in der Fernsehserie Janette Oke: Die Coal Valley Saga. Von 2014 bis 2019 stellte sie in sieben Episoden der Fernsehserie Garage Sale Mysteries die Rolle der Sally Lynwood dar. 2016 mimte sie in sieben Episoden der Fernsehserie Project Mc² die Rolle der Carson Lazarus. 2021 lieh sie im Spielfilm Needle in a Timestack der Figur Hekima ihre Stimme.

## Filmografie (Auswahl)
- 1988: Das Grab am See (The People Across the Lake, Fernsehfilm)
- 1989: Last Train Home (Fernsehfilm)
- 1989–1990: 21 Jump Street – Tatort Klassenzimmer (21 Jump Street, Fernsehserie, 2 Episoden)
- 1990: Bordertown (Fernsehserie, Episode 3x09)
- 1990: Strandpiraten (The Beachcombers, Fernsehserie, Episode 19x10)
- 1990: Sylvan Lake Summer
- 1990–1991: Neon Rider (Fernsehserie, 2 Episoden)
- 1991: Silent Motive – Mord in Hollywood (Silent Motive, Fernsehfilm)
- 1991: Cafe Romeo
- 1991: Secrets of the Unknown (Fernsehfilm)
- 1992: Wege aus dem Nichts (Miles from Nowhere, Fernsehfilm)
- 1992: Bill und Teds irre Abenteuer (Bill & Ted's Excellent Adventures, Fernsehserie, Episode 1x05)
- 1992: Als Baby mißbraucht (Child of Rage, Fernsehfilm)
- 1992: The Hat Squad (Fernsehserie, Episode 1x03)
- 1992: Highlander (Fernsehserie, Episode 1x09)
- 1993: Der Polizeichef – Eis im Blut (The Commish, Fernsehserie, Episode 2x17)
- 1993: He's My Girl II
- 2001: Outer Limits – Die unbekannte Dimension (The Outer Limits, Fernsehserie, Episode 7x10)
- 2001: Night Visions (Fernsehserie, Episode 1x06)
- 2003: Stargate – Kommando SG-1 (Stargate SG-1, Fernsehserie, 2 Episoden)
- 2003: I Dig BC (Fernsehfilm)
- 2003: The Mall Man (Kurzfilm)
- 2004: Smallville (Fernsehserie, Episode 3x16)
- 2004: 10.5 – Die Erde bebt (10.5, Mini-Serie, 2 Episoden)
- 2004: The Ranch (Fernsehfilm)
- 2005–2006: The Collector (Fernsehserie, 2 Episoden)
- 2006: Dead Zone (The Dead Zone, Fernsehserie, Episode 5x11)
- 2007: The Clinic (Kurzfilm)
- 2007: Masters of Science Fiction (Fernsehserie, Episode 1x02)
- 2008: Tumbling After (Kurzfilm)
- 2009: Zombie Punch
- 2009: Sorority Wars (Fernsehfilm)
- 2009: Mrs. Miracle – Ein zauberhaftes Kindermädchen (Mrs. Miracle, Fernsehfilm)
- 2010: Supernatural (Fernsehserie, Episode 5x17)
- 2010: Bond of Silence (Fernsehfilm)
- 2010: Cascadia
- 2010: Seduced by Lies (Fernsehfilm)
- 2010: Dancing Ninja
- 2011: Sunflower Hour
- 2011–2012: R. L. Stine’s The Haunting Hour (Fernsehserie, 2 Episoden, verschiedene Rollen)
- 2012: The Weather Girl (Kurzfilm)
- 2012: Radio City: Date Nights (Kurzfilm)
- 2012: Abducted: The Carlina White Story (Fernsehfilm)
- 2012: It’s Christmas, Carol! (Fernsehfilm)
- 2013: Motive (Fernsehserie, Episode 1x01)
- 2013: Under the Bridge of Fear (Kurzfilm)
- 2013: Backward Fall (Kurzfilm)
- 2013: Dangerous Intuition (Fernsehfilm)
- 2013: Rogue Files: Reparation (Mini-Serie, 3 Episoden)
- 2014: Scammerhead
- 2014: Gracepoint (Mini-Serie, Episode 1x07)
- 2014: Earthlickers (Kurzfilm)
- 2014: Eissturm aus dem All (Christmas Icetastrophe, Fernsehfilm)
- 2014: Polaris (Mini-Serie, 3 Episoden)
- 2014–2019: Garage Sale Mysteries (Fernsehserie, 7 Episoden)
- seit 2014: Janette Oke: Die Coal Valley Saga (When Calls the Heart, Fernsehserie)
- 2015: I Wanna Date U (Kurzfilm)
- 2015: Proof (Fernsehserie, Episode 1x01)
- 2015: The Whispers (Fernsehserie, Episode 1x05)
- 2015: The Unauthorized Full House Story (Fernsehfilm)
- 2015: Suspension
- 2015: Minority Report (Mini-Serie, Episode 1x07)
- 2015: Murder, She Baked (Mini-Serie, Episode 1x02)
- 2015: Almost Actors (Fernsehserie, Episode 2x04)
- 2015: Their Son Ryan (Kurzfilm)
- 2015: Tales from the Darkside (Fernsehfilm)
- 2016: Blood and Dinosaurs (Kurzfilm)
- 2016: WIH Massive Blood Drive PSA 2016 (Kurzfilm)
- 2016: Home Invasion
- 2016: Lost Solace
- 2016: Abducted Love (Fernsehfilm)
- 2016: Project Mc² (Fernsehserie, 7 Episoden)
- 2016: Pretty Little Dead Girl (Fernsehfilm)
- 2017: The Hollow Child
- 2017: I Dunno, Probably (Kurzfilm)
- 2017: This Is Your Death
- 2017: Joe Finds Grace
- 2017: Entanglement
- 2017: The Christmas Calendar
- 2017: Heart of Clay
- 2017: Ask Will (Fernsehserie)
- 2018: Violentia
- 2019: You Me Her (Fernsehserie, Episode 4x01)
- 2019: Last Stand to Nowhere (Kurzfilm)
- 2019: Hailey Dean Mystery (Fernsehserie, Episode 1x08)
- 2019: V.C. Andrews' Heaven (Mini-Serie, Episode 1x04)
- 2019: Puppet Killer
- 2019: Cinderella Story: Ein Weihnachtswunsch (A Cinderella Story: Christmas Wish)
- 2019: Open for Submissions
- 2020: Riddled with Deceit: A Martha's Vineyard Mystery (Fernsehfilm)
- 2020: Jeff Jackson (Fernsehserie, Episode 1x02)
- 2020: Blueprint to the Heart (Fernsehfilm)
- 2020: Twilight Zone (The Twilight Zone, Fernsehserie, Episode 2x10)
- 2020: The Curse of Willow Song
- 2021: Gabby Duran und die Unbezähmbaren (Gabby Duran & The Unsittables, Fernsehserie, Episode 2x08)
- 2021: Needle in a Timestack (Sprechrolle)
- 2022: Hellmouth (Kurzfilm)
- 2024: Blind Date Book Club (Fernsehfilm)